# Серати Инфериоре (Савона)
Серати Инфериоре је насеље у Италији у округу Савона, региону Лигурија.
Према процени из 2011. у насељу је живело 41 становника. Насеље се налази на надморској висини од 85 м.